# Гнучкий диск

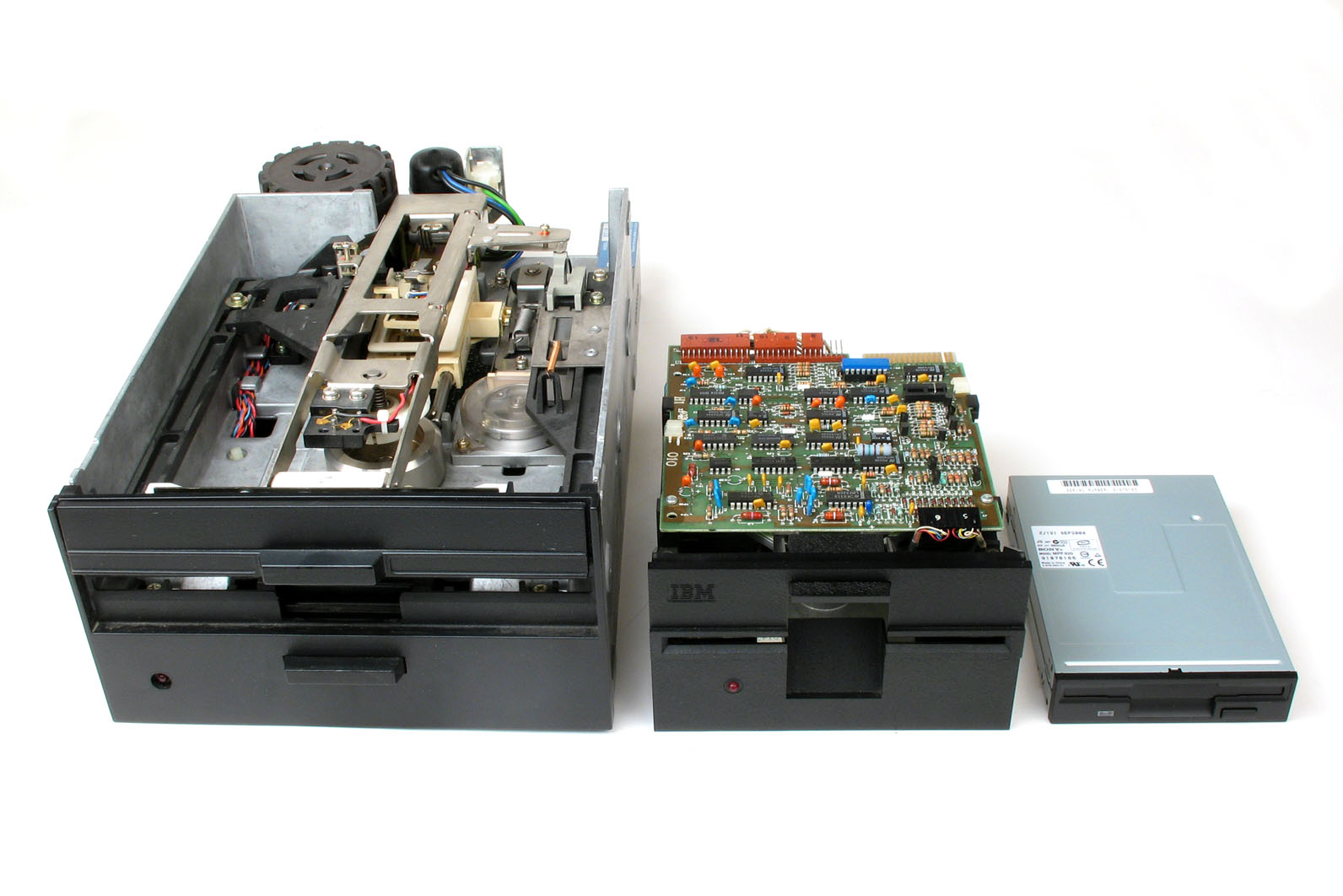
8-дюймовий, 5 1/4-дюймовий (повна висота), та 3 1/2-дюймовий пристрої зчитування дискет

Гнучки́й диск також диске́та, гнучки́й магні́тний диск чи фло́пі-диск (англ. floppy disk) — портативний носій інформації, який використовується для багаторазового запису та зберігання даних, що являє собою поміщений в захисний пластиковий корпус (диск діаметром 3½ має жорсткіший футляр, ніж диск діаметром 5¼) гнучкий магнітний диск, покритий феромагнітним шаром.
У радянських розробках існував термін «гнучкий магнітний диск» і відповідна абревіатура "ГМД". Пристрій для роботи з ГМД називався НГМД (дисковод гнучких дисків, флопі-дисковод — «накопичувач на гнучких магнітних дисках»), а контролер пристрою — КНГМД.
Дискети були масово поширені з 1970-х і до кінця 1990-х р., поступившись більш ємним CD і зручним флеш-накопичувачам.
Проміжним варіантом між ними й традиційними дискетами, є сучасніші НГМД та жорсткі диски, що використовують картриджі — Iomega Zip, Iomega Jaz; а також магнітооптичні носії (МО) LS-120 та інші, в яких комбінувався лазер—для розігрівання ділянки поверхні диска, і магнітна голівка—для запису і зчитування інформації з поверхні диска. Такі змінні носії також називають дискетами. Випускалися 3 ½ односторонні носії місткістю від 128 Кб до 1,3 МБ, та двосторонні - місткістю від 600 КБ до 5,2 МБ.
Переваги МО-дисководів і носіїв:
- МО-диски допускають до 10 млн циклів стирання-запису.
- Швидкість обертання становить 3 000-3 600 об/хв, що забезпечує набагато більшу швидкість передачі даних, швидкість запису практично дорівнює швидкості читання і досягає декількох мегабайтів на секунду.
- МО-носій повністю розміщений всередині захисного пластикового корпусу, що забезпечує його краще збереження.
- Існують багато інтерфейсів для підключення до всіх масово поширених шин — IDE, LPT, USB, SCSI.

Недоліки МО-дисководів і носіїв:
- Не було створено єдиного стандарту на пристрої та носії, як у випадку з дисководом 3 ½ HD, що в цілому зумовило практичну неможливість повсюдного застосування.

## Історія
- 1967 — Алан Шугарт очолював команду, яка розробляла дисководи в лабораторії фірми IBM, де були створені накопичувачі на гнучких дисках. Девід Нобль (англ. David Noble), один із старших інженерів, що працюють під його керівництвом, запропонував гнучкий диск (прообраз дискети діаметром 8″) і захисний кожух з тканинною прокладкою.
- 1971 — фірмою IBM була представлена перша дискета діаметром в 8″ (200 мм) з відповідним дисководом.
- 1973 — Алан Шугарт засновує власну фірму Shugart Associates.
- 1976 — Фініс Коннер (англ. Finis Conner) запросив Алана Шугарта взяти участь в розробці і випуску дисководів з жорсткими дисками діаметром 5¼″, в результаті чого фірма Shugart Associates, розробивши контролер і оригінальний інтерфейс Shugart Associates SA-400, випустила дисковод для мініатюрних (mini-floppy) гнучких дисків на 5¼″, «який, швидко витіснивши дисководи для дисків 8″», став популярним в персональних комп'ютерах. Компанія Shugart Associates також створила інтерфейс Shugart Associates System Interface (SASI), який після формального схвалення комітетом ANSI в 1986 році був перейменований в Small Computer System Interface (SCSI).
- 1981 — Sony виводить на ринок дискету діаметром 3½″ (90 мм). У першій версії (DD) обсяг становить 720 кілобайт (9 секторів). У 1984 році фірма Hewlett-Packard вперше використала цей накопичувач у своєму комп'ютері HP-150. Пізня версія (HD) має обсяг 1440 кілобайт або 1,40 мегабайт (18 секторів).
- 1984 рік — фірма Apple стала використовувати накопичувачі 3½″ в комп'ютерах Macintosh
- 1987 рік — 3½″ HD накопичувач з'явився в комп'ютерних системах IBM PS/2 і стає стандартом для масових ПК.
- 1987 рік — офіційно представлені розроблені в 1980-х роках фірмою Toshiba Corporation дисководи надвисокої щільності (англ. Extra High Density, ED) носієм для яких служила дискета місткістю 2880 кілобайтів або 2,88 мегабайтів (36 секторів).

## Конструкція

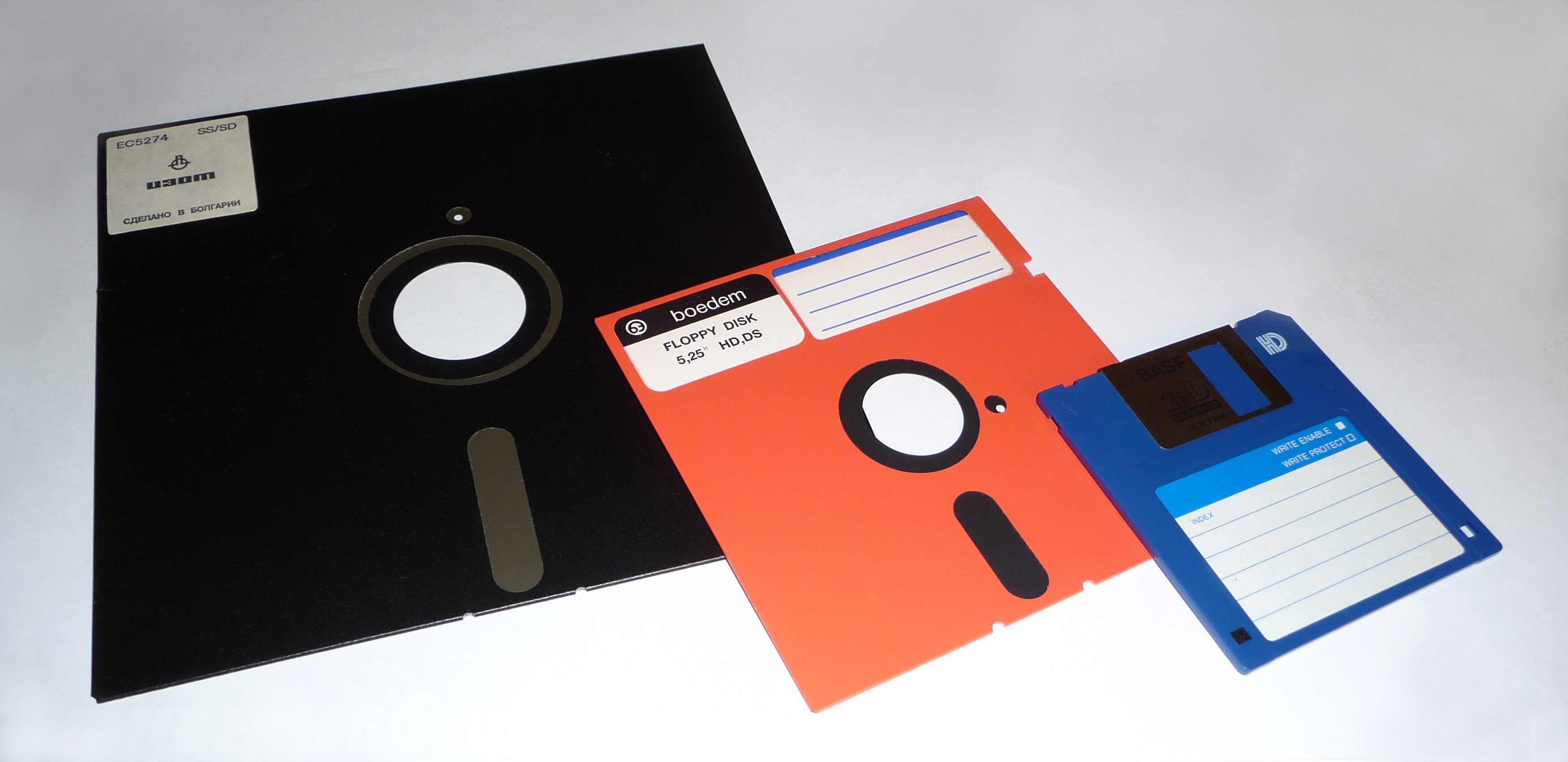
8-дюймова, 5 1/4-дюймова та 3 1/2-дюймова дискети

Для зчитування (і запису) інформації, записаної на диску, гнучкий привід оснащений встановленими на приводі головок парою магнітних головок, що являють собою електромагнітні котушки з осердям з м'якого сплаву заліза, забезпечених пружинами і під невеликим тиском притискаються до поверхні диска. Двигун, який здійснює переміщення головок по диску у двох напрямках з певним приростом, або кроком, називається кроковим двигуном. Двигуном керує контролер дисковода, який встановлює головки відповідно до необхідного місця за допомогою приводу головок. У мініатюрних дисководах на 3½″ головки монтуються на черв'ячній передачі, що приводиться в рух безпосередньо валом крокового двигуна.
Диски мають два типи щільності — радіальну і лінійну. Радіальна щільність вказує, скільки доріжок може бути записано на диску, і виражається в кількості доріжок на дюйм (англ. Track Per Inch, TPI). Лінійна щільність — це здатність окремої доріжки накопичувати дані і виражається в кількості бітів на дюйм (англ. Bits Per Inch, BPI). Крокові двигуни не можуть здійснювати безперервне позиціювання, зазвичай він повертається на точно певний кут і зупиняється. Більшість крокових двигунів, встановлених у дисководах гнучких дисків, здійснюють переміщення з певним кроком, пов'язаним з відстанню між доріжками на диску. За винятком дисковода гнучких дисків діаметром 5¼″ місткістю 360 Кбайт, які випускалися тільки з щільністю 48 TPI і в яких використовувався кроковий двигун з приростом 3,6°, у всіх інших типах дисководів (96 або 135 TPI) зазвичай використовується кроковий двигун з приростом 1,8°. Крім того, кроковий двигун виконує переміщення між фіксованими обмежувачами та повинен зупинятися при певному положенні обмежувача.
Позиціювання голівок — це операція розташування голівок щодо доріжок на диску (вузькі концентричні кільця на диску), дозволяє розпочати читання або запис інформації на диск.
Циліндр (англ. cylinder) — кількість доріжок, з яких можна зчитати інформацію, не переміщаючи голівок. Термін зазвичай використовується як синонім доріжки, а оскільки гнучкий диск у дискеті має дві сторони, а дисковод для гнучких дисків — тільки дві головки, в гнучкому диску на один циліндр припадає дві доріжки.
Для підключення дисковода є два роз'єми: один для електричного живлення, а інший для передачі даних і сигналів керування. Ці термінали в комп'ютерній промисловості стандартизовані: для підключення живлення використовується чотирьох контактний лінійний роз'єднувач Mate-N-Lock фірми AMP великого і малого розмірів, сигнальний — 34-контактні роз'єднувачі. У дисководах формату 5¼″ зазвичай використовується великий роз'єднувач для живлення, в той час, як у більшості дисководів формату 3½″ для живлення використовується роз'єм меншого розміру.
«Дивина» сигнального кабелю полягає в тому, що лінії 10-16 розрізані і переставлені (перекручені) між роз'ємами дисководів. Це перекручення переставляє перше і друге положення перемички вибору дисковода і сигнали включення двигуна, а отже, змінює на протилежні установки сигналу «DS» для дисковода, що знаходиться за перекручуванням. Відповідно всі дисководи в комп'ютері з цим типом кабелю мають перемички, встановлені однаково, а налаштування й встановлення дисководів (замість перший і другий, вони позначаються в системі як A і B) спрощується. Як правило, материнська плата містить інтегрований контролер дисководів (так само як і окрема плата контролера, що існувала в раннє), що забезпечує установку пари дисководів.
При під'єднанні кабелів необхідно враховувати їх орієнтацію, якщо неправильно підключений кабель передачі сигналу, лампочка на лицьовій панелі дисковода буде світитися відразу після подачі живлення. У випадку ж неправильної орієнтації кабелю живлення на електронну схему керування дисководом замість 5 В подається живлення 12 В, що гарантовано призводить до виходу її з ладу. Враховуючи, що вартість ремонту окремої плати перевищує гуртову вартість самого дисководу, ремонт дисковода, як правило, економічно не доцільний.

### 8″

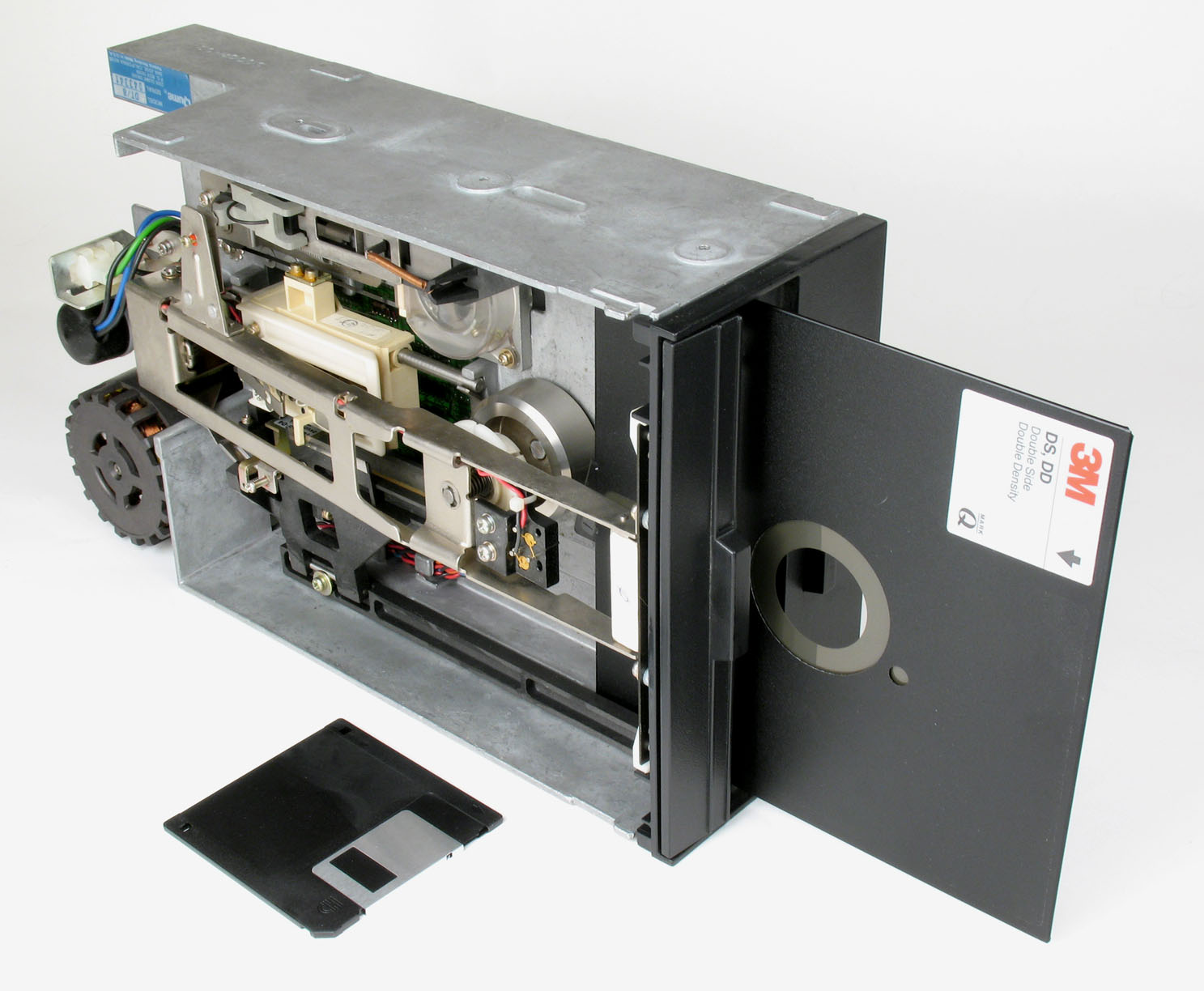
8-дюймовий дисковод і дискета у порівнянні з дискетою 3½ дюйми

Конструктивно дискета 8″ являє собою гнучкий диск з магнітним покриттям, розміщений у гнучкому пластиковому футлярі. Дискета має отвір під шпиль приводу, отвір у футлярі для доступу головок запису-читання.
Формати дискети розрізнялися кількістю секторів на доріжці. В залежності від формату, дискети 8″ вміщували наступні обсяги інформації: 80, 256 і 800 КБ.
Запис і зчитування дискет здійснюється за допомогою спеціального пристрою — НГМД 8″ — накопичувача на гнучких магнітних дисках (флопі-дисковода).

### 5¼″

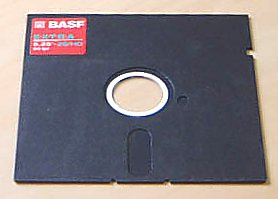
Дискета 5¼″

У центрі диска є великий круглий отвір. Коли закриваються дверцята дисковода, конусоподібний затискач захоплює і встановлює дискету за допомогою центрального отвору. У багатьох дискет краї отвору окантовано пластиковим кільцем для того, щоб диск витримував механічні навантаження з боку захоплювального механізму. В дискетах високої щільності це кільце зазвичай відсутнє, оскільки похибки його розташування на дискеті можуть призвести до проблем із позиціюванням головок.
Праворуч, відразу під центральним отвором, розташовано маленький круглий отвір, званий індексним. Диск з одним індексним отвором — це ознака диска з програмною розбивкою на сектори, у цьому випадку число секторів на диску визначається операційною системою. У дуже старих комп'ютерах використовували диски з апаратною розбивкою на сектори, які мали індексні отвори для кожного сектора. У самому диску є отвір, який збігаючись при проході під індексним отвором у конверті, дозволяє електронній схемі контролера визначити «систему координат» дискети. З правого боку, на відстані приблизно 3 см від верхнього краю, у футлярі дискети 5¼ є прямокутна виїмка — з її допомогою можна «захистити» дискету від запису.

### 3½″

Пристрій дискети 3½″: 1 — заглушка «захист від запису»; 2 — основа диска з отворами для приводу механізму; 3 — захисна шторка відкритої області корпусу; 4 — пластиковий корпус дискети; 5 — протипилова серветка; 6 — магнітний диск; 7 — область запису.

На відміну від дискети 5 ¼, отвір для доступу головок дискети розміром 3½ дюйми закрито металевою заслінкою, яка відкривається при її вставленні механізмом у дисководі. Замість індексного отвору в дискетах діаметром 3½ використовується металева втулка з встановлюваним отвором, яка знаходиться в центрі дискети. Дисковод захоплює металеву втулку, а отвір в ній дозволяє правильно встановити дискету. Захист від запису теж зручніший — рухомою «шторкою», що розташована знизу ліворуч. Знизу праворуч знаходяться «віконця», що дозволяють схемою дисковода визначити щільність запису на дискету: немає — кодує дискету місткістю 720 Кб, одне — 1,44 Мб, два «віконця» — дискету місткістю 2,88 Мб.
Дисководи формату 3½″ високої щільності (неформатована місткість дискети, обумовлена щільністю запису і площею носія, становить 2 Мб) вперше з'явилися в комп'ютерах IBM PS/2 1987-го року. Ці дисководи записують 80 треків з 18 секторами на доріжці, створюючи в результаті місткість 1,44 Мб, мають швидкість обертання 300 об/хв і записують в 1,2 рази більше даних, ніж дисководи формату 5 ¼ на 1,2 Мб (швидкість передавання даних у цих дисководах високої щільності однакова, і вони сумісні з одними і тими ж контролерами високої і низької щільності). Для того, щоб використовувати максимальну для більшості стандартних контролерів дисководів високої і низької щільності швидкість передавання даних 500 000 біт/с, ці дисководи повинні мати швидкість 300 об/хв. Якщо дисковод буде обертати дискету зі швидкістю 360 об/хв (як дисковод формату 5¼″), кількість секторів на доріжку має бути зменшена до 15, інакше контролер не буде встигати обробляти сигнали.
Промисловий випуск дисководів надвисокої місткості на 2,88 Мбайт Toshiba розпочав на початку 1989 року. У 1991 році IBM офіційно прийняла ці дисководи для встановлення в комп'ютерах PS/2, і практично всі PS/2, випущені з тих часу, містять ці дисководи як стандартне устаткування. Для роботи з такими дисководами потрібна операційна система MS-DOS версії 5.0 або старше.
Для правильної роботи дисковода на 2,88 Мб необхідно оновлення дискового контролера, тому що ці дисководи мають ту ж швидкість обертання 300 об/хв, але записують 36, а не 18 секторів на одній доріжці. На відміну від контролерів дисководів попередніх форматів, максимальна швидкість передавання даних яких становить 500 000 біт/с, для того що б ці 36 секторів були прочитані або записані за той же час, що потрібно дисководу на 1,44 Мбайт для читання і запису 18 секторів, контролер має забезпечити набагато вищу швидкість передавання даних, 1 000 000 біт/с.
Висота дисковода для 5¼″ дискет дорівнює 1 U, а ширина майже дорівнює трьом його висотам. Це іноді використовували виробники корпусів комп'ютерів, де три пристрої, поміщені в квадратний «кошик», могли бути разом з ним переорієнтовані з горизонтального на вертикальне розташування.

## Формати
| Формат                      | Рік виникнення | Обсяг у кілобайтах |
| --------------------------- | -------------- | ------------------ |
| 8″                          | 1971           | 80                 |
| 8″                          | 1973           | 256                |
| 8″                          | 1974           | 800                |
| 8″ подвійної щільності      | 1975           | 1000               |
| 5¼″                         | 1976           | 110                |
| 5¼″ подвійної щільності     | 1978           | 360                |
| 5¼″ чотирикратної щільності | 1982?          | 720                |
| 5¼″ високої щільності       | 1984           | 1200               |
| 3″                          | 1982?          | 360                |
| 3″ подвійної щільності      | 1984?          | 720                |
| 3½″ подвійної щільності     | 1984           | 720                |
| 2″                          | 1985?          | 720?               |
| 3½″ високої щільності       | 1987           | 1440               |
| 3½″ розширеної щільності    | 1991           | 2880               |

Слід зазначити, що фактична місткість дискет залежала від способу їхнього форматування. Оскільки, крім найперших моделей, практично всі флопі-диски не містили жорстко сформованих доріжок, існувала можливість для системних програмістів експериментувати з підвищенням ефективності використання дискети. Результатом стала поява безлічі несумісних між собою форматів дискет навіть під одними й тими самими операційними системами.

### Формати дискет в обладнанні IBM
«Стандартні» формати дискет IBM розрізнялися розміром диска, кількістю секторів на доріжці, кількістю використовуваних сторін (SS позначає односторонню дискету, DS — двосторонню), а також типом (щільністю запису) дисководу — тип дисководу маркувався:
- SD (англ. Single Density, одинарна щільність, вперше з'явився в IBM System 3740),
- DD (англ. Double Density, подвійна щільність, вперше з'явився в IBM System 34),
- QD (англ. Quadruple Density, четвірна щільність, використовувався у вітчизняних клонах Robotron-1910 — 5¼″ дискета 720 К, Amstrad PC, ПК Нейрон — 5¼″ дискета 640 К),
- HD (англ. High Density, висока щільність, відрізнявся від QD підвищеною кількістю секторів),
- ED (англ. Extra High Density, надвисока щільність).

У додаткових (нестандартних) доріжках та секторах іноді розміщували дані захисту від копіювання пропрієтарних дискет. Стандартні програми, такі як diskcopy, не переносили ці сектори при копіюванні.

#### Програмування контролера
Контролер гнучких дисків, з погляду сучасного програмування, виглядає доволі примітивно — регістри, які мають байтову організацію, зведені в блок із восьми послідовно розташованих комірок (реально використовується лише частина з них).
| Адреса | Позначення | Читання/Запис | Призначення                             |
| ------ | ---------- | ------------- | --------------------------------------- |
| 3F016  | -          | -             | Не використовується                     |
| 3F116  | -          | -             | Не використовується                     |
| 3F216  | DOR        | Читання/Запис | Регістр цифрового виводу                |
| 3F316  | TSR        | Читання/Запис | Регістр приводу                         |
| 3F416  | MSR        | Читання       | Основний регістр статусу                |
| 3F416  | DSR        | Запис         | Регістр вибору швидкості передачі даних |
| 3F516  | FIFO       | Читання/Запис | Регістр буфера даних                    |
| 3F616  | -          | -             | Не використовується                     |
| 3F716  | DIR        | Читання       | Регістр цифрового вводу                 |
| 3F716  | CCR        | Запис         | Регістр настройки                       |

Регістр (англ. Tape Drive Register, TDR)
Призначений для обслуговування стрічкового накопичувача, використовують розряди (3-8), але не мають стандарту.
Основний регістр (англ. Main Status Register, MSR)
Доступ тільки для записів. В «1» відповідний біт:
- біт 0 (D0B) — дисковод 0,
- біт 1 (D1B) — дисковод 1,
- біт 2 (D2B) — дисковод 2,
- біт 3 (D3B) — дисковод 3,
- біт 4 (CB) — контролер занять,
- біт 5 (NDMA) — виконання, що не використовують ПДП (NonDMA),
- біт 6 (DIO) — напрямок передачі даних до процесора («0») чи від контролера до процесора («1»),
- біт 7 (RQM) — Регістр даних FIFO готовий до обміну.

Регістр даних (англ. Data Rate Select Register, DSR)
- біти 0 і 1 (DRATE) — кодує швидкість передачі даних:

| Значення розрядів DRATE | Значення розрядів DRATE | Швидкість передачі даних | Швидкість передачі даних |
| ----------------------- | ----------------------- | ------------------------ | ------------------------ |
| Біт 1                   | Біт 0                   | Режим FM                 | Режим MFM                |
| 0                       | 0                       | 250 кб/с                 | 500 кб/с                 |
| 0                       | 1                       | 150 кб/с                 | 300 кб/с                 |
| 1                       | 0                       | 125 кб/с                 | 250 кб/с                 |
| 1                       | 1                       | -                        | 1 Мб/с                   |

- біти 2, 3 і 4 (PRECOMP) — кодує параметр затримки:

| Значення розрядів PRECOMP | Значення розрядів PRECOMP | Значення розрядів PRECOMP | Затримка, нс      |
| ------------------------- | ------------------------- | ------------------------- | ----------------- |
| Біт 4                     | Біт 3                     | Біт 2                     | Затримка, нс      |
| 0                         | 0                         | 0                         | «За змовчуванням» |
| 0                         | 0                         | 1                         | 41,67             |
| 0                         | 1                         | 0                         | 83,34             |
| 0                         | 1                         | 1                         | 125,00            |
| 1                         | 0                         | 0                         | 166,67            |
| 1                         | 0                         | 1                         | 208,33            |
| 1                         | 1                         | 0                         | 250,00            |
| 1                         | 1                         | 1                         | 0 (Нема)          |

- Біт 5 не використовується, повинен містити «1»,
- Біт 6 (Power Down) — якщо «1», то контролер переходить в режим зниженого електроживлення, для виходу використовується програмний чи апаратний скидання,
- Біт 7 (S / W Reset) — установка в «1» цього розряду викличе скидання контролера. По закінченню операції скидається автоматично.

Регістр буфера даних (англ. DATA або англ. FIFO)
Бере участь у всіх дискових операціях читання і запису. Місткість — 16 байтів.
Регістр цифрового вводу (англ. Digital Input Register)
Доступний тільки для зчитування. Старший розряд (англ. Disk CHange, DCH) відображає сигнал зміни диска, решта зарезервовані.
Регістр керування конфігурацією (англ. Configuration Control Register, CCR)
Доступний тільки для запису. Два молодшого розряду дублюють функції регістра DSR в аспекті завдання швидкості передачі даних, інші розряди зарезервовані.
Відомості про стан контролера зберігаються в не має власних адрес, і тому недоступних, регістрах ST0-ST3.

### Формати дискет в іншому обладнанні
Додаткову плутанину вніс той факт, що компанія Apple використала у своїх комп'ютерах Macintosh дисководи, що застосовують інший принцип кодування при магнітному записі у порівнянні з IBM PC — в результаті, попри використання ідентичних дискет, перенесення інформації між платформами на дискетах не було можливим до того моменту, коли Apple впровадила дисководи високої щільності SuperDrive, що працювали в обох режимах.
Досить частою модифікацією формату дискет 3½″ є їх форматування на 1,2 Мб (зі зниженим числом секторів). Ця можливість звичайно може бути включена в BIOS сучасних комп'ютерів. Таке використання 3½ «характерно для Японії і ПАР. Як побічний ефект, активація цього налаштування BIOS зазвичай дає можливість читати дискети, відформатовані з використанням драйверів типу 800.
У техніці виробництва СРСР (і країн «східного блоку») було впроваджено низку вдосконалень і відхилень від стандартного формату дискет:
- Наприклад, для RT-11 і її адаптованих у СРСР версій кількість несумісних форматів дискети, що знаходилися в обігу, перевищувала десяток. Найвідоміші — застосовувані в ДВК MX, MY;
- Також відомі 320/360 Кб дискети Іскра-1030/Іскра-1031 — фактично являли собою SS / QD дискети, але їх завантажувальний сектор був маркований як DS / DD. У результаті стандартний дисковод IBM PC не міг прочитати їх без використання спеціальних драйверів (типу 800.com), а дисковод искра-1030/Іскра-1031, відповідно, не міг читати стандартні дискети DS / DD від IBM PC.

Драйвер pu_1700 дозволяв також забезпечувати форматування зі зрушенням й інтерлівінгом секторів — це прискорювало операції послідовного читання-запису, позаяк голівка при переході на наступний циліндр, опинялася перед першим сектором. При використанні звичайного форматування, коли перший сектор завжди знаходиться за індесним отвором (5¼″) або за зоною проходження над герконом або датчиком Холла магнітика, закріпленого на моторі (3 ½»), за час кроку головки початок першого сектора встигає проскочити, тому дисководу доводиться накидати зайвий оберт.
Спеціальні драйвери-розширювачі BIOS (800, pu_1700, vformat і ряд інших) дозволяли форматувати дискети з довільним числом доріжок і секторів. Оскільки дисководи звичайно підтримували від однієї до 4 додаткових доріжок, а також дозволяли, залежно від конструкційних особливостей, відформатувати на 1-4 сектори на доріжці більше, ніж передбачено стандартом, ці драйвери призвели до появи таких нестандартних форматів як 800 Кб (80 доріжок, 10 секторів) 840 Кб (84 доріжки, 10 секторів) і т. д. Максимальна місткість, що стійко досягалася таким методом на 3½″ HD-дисководи, становила 1700 Кб. Ця техніка була згодом використана в форматах дискет DMF Майкрософт, розширив місткість дискет до 1,68 Мб за рахунок форматування дискет на 21 сектор (наприклад, у дистрибутивах Windows 98), аналогічно формату XDF фірми IBM який використовувався в дистрибутивах OS/2.

## Збереження інформації

### Зчитування та запис дисків
Диск являє собою магнітний композиційний матеріал у полімерній чи неферомагнітних матрицях якого розташовані феромагнітні частинки видовженої форми. Ці частинки повністю занурені в об'єм матриці. Диск з такого матеріалу обертається під електромагнітом. На електромагніт подаються імпульси струму. Виникають імпульси магнітного поля, які намагнічують ті феромагнітні частинки, що виявляються найближчими до полюсів електромагніту в мить появи електричного імпульсу. Намагнічена ділянка відповідає запису «1», ненамагнічена — запису «нуль». Так записується інформація кодом «нуль-один». При обертанні диска під іншим електромагнітом в останньому індукуються електричні імпульси, за послідовністю яких можна прочитати, що записано. При обертанні диска під електромагнітом, в якому циркулює змінний струм феромагнітні частинки розмагнічуються. Так здійснюється стирання.

### Проблематика
Однією з головних проблем, пов'язаних з використанням дискет, була їхня недовговічність. Магнітний диск міг відносно легко розмагнітиться від впливу металевих намагнічених поверхонь, природних магнітів, електромагнітних полів поблизу високочастотних приладів, що робило зберігання інформації на дискетах досить ненадійним.
Найвразливішим елементом конструкції дискети був бляшаний або пластиковий кожух, що закриває власне гнучкий диск: його краї могли відгинатися, що приводило до застрягання дискети в дисководі. Пружина, яка повертає кожух у початкове положення, могла зміщатися, у результаті кожух дискети відокремлювався від корпуса й більше не повертався у вихідне положення. Сам пластиковий корпус дискети не служив достатнім захистом гнучкого диска від механічних ушкоджень (наприклад, при падінні дискети на підлогу), які виводили магнітний носій з ладу. У щілину між корпусом дискети й кожухом міг проникати пил.
Масове витіснення дискет з побуту почалося з появою перезаписуваних компакт-дисків і носіїв на основі флеш-пам'ят, які мають на порядки більшу місткість, вищу швидкість обміну і більшу фактичну кількість циклів перезапису й довговічність.

## Сучасне становище

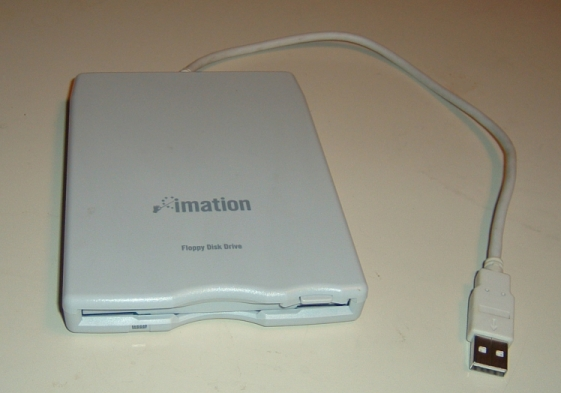
Зовнішній дисковод з USB-інтерфейсом

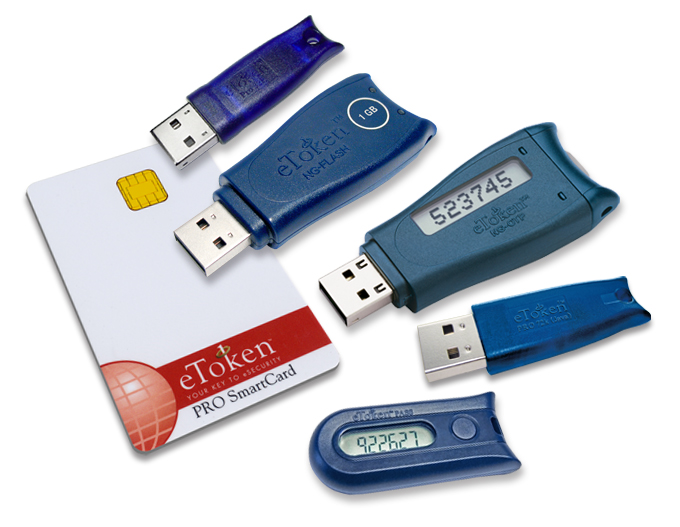
Компактний USB-брелок дозволяє окрім великого (гігабайти) обсягу інформації користувача, надійно зберігати закритий ключ

Компанія Sony, один із великих виробніків дискет зупинила виробництво дискет з 2011року.
Дискети почали втрачати популярність з появою більш ємних і зручних носіїв, таких як CD-ROM, DVD-ROM, USB-накопичувачі та жорсткі диски.  
Починаючи від 2010 до 2020 року більшість користувачів і установ відмовились від використання дискет. Хоча, наприклад, в Японії, їх застосовували в офіційних процедурах уряду до 2022 року.  
Електронні ключі при роботі з системами «Банк-клієнт», що забезпечують електронний цифровий підпис документа, раніше поширювалися на дискетах, все частіше випускаються у вигляді флеш-пам'яті з інтерфейсом USB з функцією біометричного захисту.
При установці драйверів для обладнання (наприклад, RAID-масиву) під час встановлення ОС сімейства MS Windows (Windows Vista, Windows Server 2008 R2, Windows 7) також може застосовуватися флеш-накопичувач.
У разі відсутності дисководів, що підключаються до відповідного «класичного» інтерфейсного роз'єму на материнській платі, можна скористатися зовнішнім пристроєм, що має USB — або SCSI-інтерфейс.

## Флопінет
Англійській назві дискети «флопі-диск» зобов'язаний своєю появою неформальний термін «флопінет», що означає використання змінних носіїв інформації (перш за все, саме дискет — флопі-дисків) для перенесення файлів між комп'ютерами. Приставка «-нет» в іронічній формі вказує на подібність такого способу передавання інформації до комп'ютерної мережі у той час, коли використання «справжньої» комп'ютерної мережі з певних причин є неможливим.

## Символічність
Зображення тридюймової дискети досі використовується у прикладних програмах з графічним інтерфейсом як значок для кнопок та пунктів меню зберегти.

## Цікаві факти
- Першою є нижня головка (тобто головка 0). В односторонніх дисководах фактично використовується тільки нижня головка, а верхня замінюється повстяною прокладкою.
- Верхня головка (головка 1) розташована не точно над нижньою, а зміщена на чотири або вісім доріжок ближче до центру (щодо неї), залежно від типу дисководу. Тому те, що зазвичай називається циліндрами, мало б називатися конусами.

- Тільки дисковод для гнучких дисків діаметром 5 ¼ «високої щільності має швидкість обертання 360 об/хв, всі інші дисководи, включно з дисководами гнучких дисків діаметром 5 ¼» подвійної щільності і 3½″ надвисокої щільності, обертаються зі швидкістю 300 об/хв.